# دوين روس
دوين روس (بالإنجليزية: Duane Ross)‏ هو منافس ألعاب قوى أمريكي، ولد في 5 ديسمبر 1972 في شيلبي في الولايات المتحدة.

## وصلات خارجية
- دوين روس على موقع الاتحاد الدولي لألعاب القوى (الإنجليزية)
- دوين روس على موقع اللجنة الأولمبية الدولية (الإنجليزية)
- دوين روس على موقع أوليمبيديا (الإنجليزية)